# 山口県道305号須佐湾高山尾浦線
山口県道305号須佐湾高山尾浦線（やまぐちけんどう305ごう すさわんこうやまおうらせん）は、山口県萩市を通る一般県道である。

## 概要
萩市大字須佐から萩市大字江崎に至る。

### 路線データ
- 起点：萩市大字須佐（須佐駅交差点、国道191号交点）
- 終点：萩市大字江崎（国道191号交点）
- 通行不能区間：萩市大字須佐 - 萩市大字江崎

## 地理

### 通過する自治体
- 萩市

### 交差する道路
| 交差する道路 | 交差する場所 | 交差する場所        |
| ------------ | ------------ | ------------------- |
| 国道191号    | 大字須佐     | 須佐駅交差点 / 起点 |
| 通行不能区間 |              |                     |
| 国道191号    | 大字江崎     | 終点                |

### 沿線
- JR西日本山陰本線 須佐駅
- 須佐湾フィッシングパーク
- ジョイフルセンター須佐
- 高山
- 高山の磁石岩
- ホルンフェルス大断層
- 江崎漁港